# The Apartment (azienda)
The Apartment Pictures, o semplicemente The Apartment, è una società italiana attiva nel settore della produzione di serie televisive e film. È controllata al 100% dal gruppo Fremantle.
L'azienda è nata per gestire grandi produzioni di serie televisive e film italiani di respiro internazionale. Collabora con Wildside, anche essa di proprietà di Fremantle, per la produzione esecutiva delle sue serie. Tra i registi che hanno collaborato con The Apartment figurano Paolo Sorrentino, i Fratelli D'Innocenzo, Saverio Costanzo e Luca Guadagnino.

## Produzioni

### Cinema
- Figli, regia di Giuseppe Bonito (2020)
- Mi chiamo Francesco Totti, regia di Alex Infascelli (2020)
- È stata la mano di Dio, regia di Paolo Sorrentino (2021)
- America Latina, regia di Damiano e Fabio D'Innocenzo (2021)
- Esterno notte, regia di Marco Bellocchio (2022)
- Bones and All, regia di Luca Guadagnino (2022)
- Kill Me If You Can, regia di Alex Infascelli (2022)
- Adagio, regia di Stefano Sollima (2023)
- Priscilla, regia di Sofia Coppola (2023)
- Te l'avevo detto, regia di Ginevra Elkann
- Roma, santa e dannata, regia di Daniele Ciprì - docufilm (2023)
- Parthenope, regia di Paolo Sorrentino (2024)
- Maria, regia di Pablo Larraín (2024)
- Queer, regia di Luca Guadagnino (2024)
- Enea, regia di Pietro Castellitto (2024)
- L'infinito, regia di Umberto Contarello (2025)
- Fuori, regia di Mario Martone (2025)

### Televisione
- The New Pope (2020)
- L'amica geniale – stagioni 2-4 (2020-2024)
- Homemade (2020)
- We Are Who We Are (2020)
- Il re (2022-in corso)
- Bang Bang Baby (2022)
- Boris – stagione 4 (2022)
- Sei pezzi facili (2022)
- Supersex (2024)
- M - Il figlio del secolo (2025)